# Église Notre-Dame-de-l'Assomption de Ciel
L'église Notre-Dame-de-l'Assomption de Ciel est une église située sur le territoire de la commune de Ciel, dans le département français de Saône-et-Loire et la région Bourgogne-Franche-Comté.

## Historique
L'église dépendait depuis le XIIIe siècle de l'abbaye Saint-Pierre de Chalon. 
L'édifice, qui appartient à l'art roman, a vraisemblablement été édifié au XIIe siècle. Mais, de l'église primitive, il ne subsiste que le chœur, avec sa triple abside, ainsi que le transept et la 5e et dernière travée de la nef.
L'une de ses plus anciennes représentations figurées est un dessin réalisé en 1856 par Rousselot, inspecteur des Forêts (volume conservé à l'Académie de Mâcon).

## Protection
L'église fait l'objet d'une inscription au titre des Monuments historiques, depuis un arrêté du 15 novembre 1926.

## Architecture
Le chœur se compose d'une abside flanquée de deux absidioles voûtées en cul-de-four (éclairées par des baies en plein cintre). Les petits piliers de l'abside sont ornés de beaux chapiteaux à décor roman.
Quant au transept sous clocher, il est en berceau brisé, supportant une coupole sur pendentifs. La 5e et dernière travée de la nef appartient à l'église primitive.

## Mobilier
L'église a conservé des stalles de choeur relativement anciennes (celles-ci comportent en effet des compartiments séparés par des parcloses et, dans chaque siège, s'ouvre une « miséricorde »).
Au fond du collatéral droit est visible le tombeau funéraire (avec gisant) d'Isabeau de Grancey, décédée en 1344, épouse du dernier seigneur de Verdun de la branche des Vidonidesort (la pierre a beaucoup souffert de l'effondrement de la nef de 1719).

## Vitraux
L'église dispose de vitraux (quinze verrières) signés du peintre verrier Joseph Besnard.

## Culte
Édifice consacré du diocèse d'Autun relevant de la paroisse Saint-Jean-Baptiste-des-Trois-Rivières (siège à Verdun-sur-le-Doubs) – qui en est affectataire au titre de la loi de 1905 –, l'église de Ciel est, plusieurs siècles après sa construction, un lieu de culte catholique.